# Gyetvai László
Gyetvai László (Zólyom, 1918. december 11. – Budapest, 2013. augusztus 28.) válogatott labdarúgó, balszélső, edző. Kalocsay Géza 2008. szeptember 26-án bekövetkezett halálát követően ő lett a legidősebb élő magyar válogatott labdarúgó.

## Fiatal évei
Zólyomban, nyolcgyermekes családban látta meg a napvilágot, apja vasutas volt. A Trianon után a család Budapestre költözött, és két évig a ferencvárosi vasútállomásnál, egy vagonban élt.

## Pályafutása

### A Ferencvárosban
1933-ban lett a Ferencváros labdarúgója, miután részt vett egy toborzón, ahol több mint 200 gyerek közül elsőnek választották ki. Ezt követően a csapat kölyök-, ifi- és amatőr-csapatában szerepelt, majd 1937-ben profi szerződést kapott. Első felnőtt mérkőzése 1937. július 4-én, a Vienna elleni Közép-európai kupa-mérkőzés volt, melyet a Fradi nyert 2-1-re. Az élvonalban 1937. augusztus 29-én, a Nemzeti SC elleni, 5-4-es győzelemmel végződő mérkőzésen mutatkozott be. 1948-ig a Fradiban összesen 230 mérkőzésen lépett pályára (161 bajnoki, 9 hazai kupa, 13 nemzetközi tétmérkőzés, 12 egyéb hazai díjmérkőzés, 35 nemzetközi barátságos és díjmérkőzés) és 87 gólt szerzett (66 bajnoki, 21 egyéb). Egy meccsen részleges izomszakadást szenvedett. Bár utána több mérkőzést is játszott, sérülése kiújult, ezért labdarúgó pályafutását befejezte.

### A válogatottban
1938 és 1942 között 17 alkalommal szerepelt a válogatottban és 3 gólt szerzett.

### Edzőként
1956 és 1959 között az Egyetértés vezetőedzője volt. Az 1960-as években az FTC tartalékcsapatának az edzőjeként dolgozott, majd 1980-as években a labdarúgó-szakosztály vezetőségi tagja volt. Edzősége alatt fedezte fel többek között Varga Zoltánt és Fenyvesi Mátét is. 1993-ban az FTC öregfiúk csapatának edzője volt.

## Sikerei, díjai
- Magyar bajnokság
  - bajnok: 1937-38, 1939-40, 1940-41
  - 2.: 1938-39, 1943-44, 1945-tavasz
  - 3.: 1942-43, 1947-48
- Magyar kupa
  - győztes: 1942, 1943, 1944
- Közép-európai kupa (KK)
  - győztes: 1937
  - 2.: 1938, 1939
- az FTC örökös bajnoka: 1974

## Statisztika

### Mérkőzései a válogatottban
| Magyarország | Magyarország         | Magyarország                   | Magyarország  | Magyarország | Magyarország | Magyarország | Magyarország | Magyarország |
| #            | Dátum                | Helyszín                       | Hazai         | Eredmény     | Vendég       | Kiírás       | Gólok        | Esemény      |
| ------------ | -------------------- | ------------------------------ | ------------- | ------------ | ------------ | ------------ | ------------ | ------------ |
| 1.           | 1938. december 7.    | Glasgow, Ibrox Park            | Skócia        | 3 – 1        | Magyarország | barátságos   | -            |              |
| 2.           | 1939. február 26.    | Rotterdam, Feijenoord Stadion  | Hollandia     | 3 – 2        | Magyarország | barátságos   | 1            | 78'          |
| 3.           | 1939. március 16.    | Párizs, Parc des Princes       | Franciaország | 2 – 2        | Magyarország | barátságos   | -            |              |
| 4.           | 1939. március 19.    | Cork                           | Írország      | 2 – 2        | Magyarország | barátságos   | -            |              |
| 5.           | 1939. április 2.     | Zürich, Hardturm-stadion       | Svájc         | 3 – 1        | Magyarország | barátságos   | -            |              |
| 6.           | 1939. június 8.      | Budapest, Üllői úti pálya      | Magyarország  | 1 – 3        | Olaszország  | barátságos   | -            |              |
| 7.           | 1939. augusztus 27.  | Varsó                          | Lengyelország | 4 – 2        | Magyarország | barátságos   | -            |              |
| 8.           | 1939. szeptember 24. | Budapest, Üllői úti pálya      | Magyarország  | 5 – 1        | Németország  | barátságos   | -            |              |
| 9.           | 1940. május 2.       | Budapest, Üllői úti pálya      | Magyarország  | 1 – 0        | Horvátország | barátságos   | -            |              |
| 10.          | 1940. május 19.      | Budapest, Üllői úti pálya      | Magyarország  | 2 – 0        | Románia      | barátságos   | 1            | 75'          |
| 11.          | 1940. szeptember 29. | Budapest, Üllői úti pálya      | Magyarország  | 0 – 0        | Jugoszlávia  | barátságos   | -            |              |
| 12.          | 1940. október 6.     | Budapest, Üllői úti pálya      | Magyarország  | 2 – 2        | Németország  | barátságos   | -            |              |
| 13.          | 1940. december 1.    | Genova, Luigi Ferraris Stadion | Olaszország   | 1 – 1        | Magyarország | barátságos   | -            |              |
| 14.          | 1940. december 8.    | Zágráb, Građanski-stadion      | Horvátország  | 1 – 1        | Magyarország | barátságos   | -            |              |
| 15.          | 1941. március 23.    | Belgrád, BSK-pálya             | Jugoszlávia   | 1 – 1        | Magyarország | barátságos   | 1            | 8'           |
| 16.          | 1941. április 6.     | Köln                           | Németország   | 7 – 0        | Magyarország | barátságos   | -            |              |
| 17.          | 1942. május 3.       | Budapest, Üllői úti pálya      | Magyarország  | 3 – 5        | Németország  | barátságos   | -            |              |
|              | Összesen             |                                |               | 17           | mérkőzés     |              | 3            | gól          |